# Bataille de Massaguet
Guerre civile tchadienne
Batailles
- Adré
- Borota
- 1re N'Djaména
- Abou Goulem
- Massakory
- Massaguet
- 2de N'Djaména
- Am Zoer
- Am Dam
- Tamassi

La bataille de Massaguet est livrée le 1er février 2008, pendant la guerre civile tchadienne. Elle oppose les forces rebelles coalisées de l'UFDD (Union des forces pour la démocratie et le développement) de Mahamat Nouri, de l'UFDD-Fondamentale d'Abdelwahid About Makaye et d'Acheikh ibn Oumar et du RFC  (Rassemblement des forces pour le changement) de Timan Erdimi, réunies sous un commandement militaire unifié commandé par le colonel Fizani Mahadjir, à l'armée nationale tchadienne (ANT), commandée par le président Idriss Déby.
Le président Déby, qui est parti avec ses hommes à Massaguet pour tenter de stopper l’avancée des rebelles, manque d’être capturé.

## Contexte
Les accords de paix signés à Syrte en Libye le 25 octobre 2007 entre les différentes factions tchadiennes étant restés lettre morte, Mahamat Nouri tente dès le mois de novembre une offensive contre le gouvernement tchadien. Les 26 et 27 de ce mois, ses troupes se heurtent à celles de l'ANT, commandées par Idriss Deby et subissent un revers à la bataille d'Abou Goulem. En janvier 2008, les rebelles repartent à l'assaut, mais cette fois le RFC et l'UFDD-Fondamentale se joignent à l'offensive et trois colonnes, composées chacune de plusieurs centaines de véhicules tout-terrain franchissent la frontière soudanaise et se dirigent vers N'Djaména.

## Déroulement
Le 1er février, l'aviation française, qui intervient au profit du gouvernement tchadien dans des missions de reconnaissance et d'éclairage, repère une colonne qui s'étire entre Ati et Ndjamena. Idriss Deby décide de se porter à sa rencontre et de lui barrer le chemin. Les troupes ennemies se heurtent dans un premier affrontement à Massakory. La bataille est extrêmement dure et tourne à la déconfiture de l'ANT. L'intervention opportune d'un hélicoptère Mi-35 gouvernemental, piloté par des Biélorusses et des Ukrainiens et qui attire sur lui tous les feux des rebelles permet à Idriss Deby de s'extraire de la bataille.
Les forces de l'ANT refluent vers N'Djaména mais sont interceptées à hauteur de Massaguet par d'autres unités rebelles. Le président Idriss Deby manque d'être capturé. La bataille est un désastre pour l'ANT qui perd notamment son chef d'état-major, le général Daoud Soumaïn, tué à bord de son véhicule.

## Les conséquences
La victoire des rebelles leur permet de poursuivre leur avance vers Ndjamena. Le 2 février, les trois colonnes ont fait leur jonction et arrivent devant la capitale vers 9 heures du matin et la bataille de N'Djaména commence. Après deux jours de combat, Idriss Deby qui dispose d'un avantage matériel certain sur ses adversaires car il peut aligner trois hélicoptères et plusieurs chars T-55, repousse les rebelles et sauve son gouvernement.

## L'implication française
Le 8 février, un article du journal La Croix affirme que des troupes spéciales françaises, sur décision personnelle de Nicolas Sarkozy, ont coordonné l'attaque du 1er février et participé aux affrontements à N'Djaména. Le gouvernement français aurait aussi fait procéder à des livraisons de munitions par la Libye. Ces informations ont été démenties par les autorités françaises, mais les militaires français ont pour le moins assuré la protection de l'aéroport de N'Djaména, protection nécessitée par l'évacuation de 1200 ressortissants étrangers mais qui a aussi permis la mise en œuvre des hélicoptères tchadiens pilotés par des mercenaires et la livraison d'armes et de munitions. Ce soutien français serait lié au rapatriement le 28 décembre 2007 des six français membres de l'Arche de Zoé condamnés à huit ans de travaux forcés au Tchad pour tentative d'enlèvement de 103 enfants.

### Sources
- Yves Debay, Week-end noir à N'Djamena, magazine Assaut, numéro 28, avril 2008.